# Грегерия
Грегери́я — очень короткий художественный текст — одно, иногда два предложения, — напоминающий одновременно афоризм и образное определение; непременными составляющими грегерии являются юмор и метафора. Жанр грегерии создал Рамон Гомес де ла Серна.
Борхес полагает, что вдохновить де ла Серну на создание грегерий могли «Regards» («Картины») Жюля Ренара.

## Определения грегерии
Сам Рамон Гомес де ла Серна писал о грегерии так: «Грегерия ловит мгновенье, готовое к перемене, схватывает эфемерную реальность, обречённую гибели, — но разве не гибелью чревато всё, чего касается человек? И разве спасти от гибели не долг человеческого — человечного — искусства?.. Грегерия — это оттенок, оттиск, словцо — красное словцо! — штришок, промашка, галочка, невнятица — пусть даже несуразица! — осколочек, чёрточка, камушек, цифирка, штучка, ошибка… Грегерия — это порыв определить неопределимое, схватить ускользающее. Так вскрикивают, столкнувшись невзначай, вещи и души, и не надо делать эти крики поэтичнее, чем они есть. Грегерия — не общее место, не прописная истина. Грегерия не афоризм, высокопарный, не терпящий возражений. Грегерия — это необходимая перемена точки зрения. Внезапно изменяя ракурс, грегерия ловит черты вечно рождающегося мира… Если и есть у грегерии что-то общее с каким-либо жанром, так, может быть, только с хокку, но с хокку в прозе, или с касыдой, но не любовного содержания».
Грегерия «существует в противовес афоризму. Афоризм утверждает правило, грегерия ищет исключение; афоризм констатирует мировой закон, грегерия радуется случайности…».
Фернандес Морено сравнивал грегерии с пузырьками игристых вин.
Советские исследователи Н. Федоренко и Л. Сокольская связывали появление и рост популярности грегерий с размыванием жанровой границы афоризма и стремлением авторов-миниатюристов к большему разнообразию, проводя параллель между книгой Гомеса де ла Серны и «Плодами раздумий» Козьмы Пруткова.

## Примеры грегерий де ла Серна
- Реки не знают своих имён.
- Радуга — ленточка, которой природа повязывает волосы после купания.
- Какое униженье — чесать за ухом задней лапой! И ведь собака это понимает…
- Камни умеют ждать.
- Тому, кто слышит, как вы едите суп, не давайте повода заподозрить, что вы умываетесь.
- Пещера — зевок горы.
- Небо такое, будто сотня художников вытирала об него кисти.
- Жирафа — лошадь, преображённая любопытством.
- Труднее всего всаднику удержаться на отражении коня в реке.
- Резать лимон — вот что внушает ножу ужас.
- Мёд всегда краденый.
- Старые зеркала ядовиты — они пропитаны взглядами мёртвых.
- А море всё обливает землю водой — словно надеется привести её в чувство!